# Дактили
Дактили (грч. Δάκτυλοι) у грчкој митологији јесу фригијски демони велике снаге. Потичу с планине Ида која се налази изнад Троје. Приписивaо им се проналазак и обрада гвожђа. После су повезани с култом богиња Рее и Кибеле.
Легенда каже да, док је Реа рађала Зевса, зарила је прсте у земљу да би олакшала болове и да су се у том часу створили дактили — пет женских, од њене леве руке и пет мушких од њене
десне руке.
Сматрало се да су они живели на планини Ида у Фригији много пре Зевсовог рођења, а неки извори кажу да их је родила нимфа у пећини Дикте, недалеко од Оаксе. Дактили мушкарци били су ковачи и први пронашли гвожђе недалеко од брда Берекинта а њихове сестре, које су настаниле Самотраки изазвале су велико дивљење својом чаробном моћи да опчине и прокуну, и научиле Орфеја мистеријама Велике Богиње.
Други извори кажу да су мушки Дактили били Зевсови курети, који су чували његови колевку на Криту, а потом отишли у Елиду и подигли храм како би умилостиви Крона. Акмон, Дамнаменеј и Келмид су три титуле за три најстарија Дактила, неки кажу да је Келмид био претворен у гвожђе зато што је увредио Реу.